# Michael Malarkey

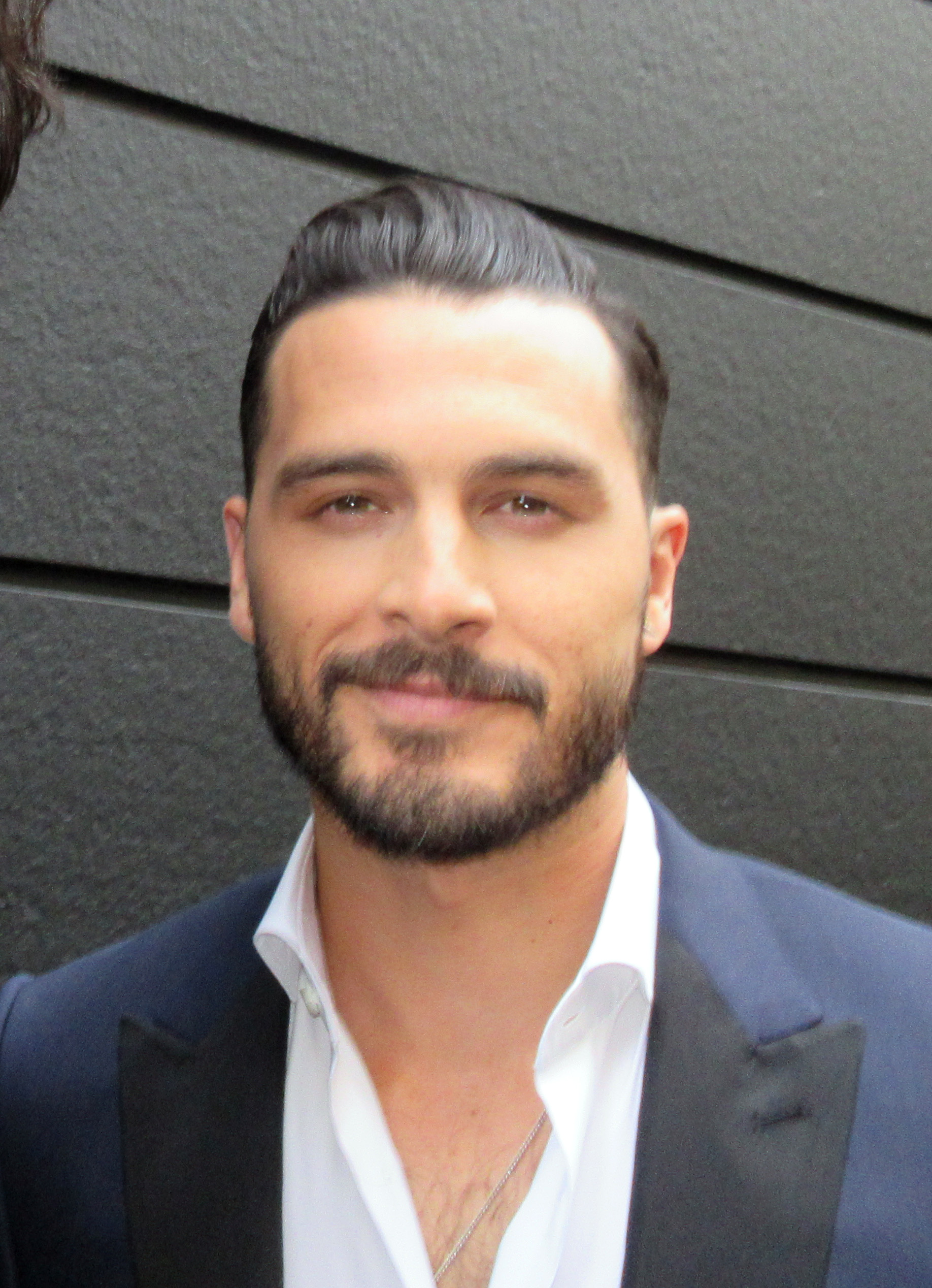
michael malarkey premiere blue book

Michael Malarkey (Beirute, 21 de junho de 1983) é um ator, cantor e compositor dos Estados Unidos, nascido no Líbano. Ele é conhecido mundialmente por interpretar o vampiro Enzo, na famosa série de televisão The Vampire Diaries da The CW.

## Biografia
Michael nasceu na cidade de Beirute, a capital do Líbano. Sua mãe é inglesa de ancestrais árabes e italianos, já o seu pai é um cidadão estadunidense e irlandês. Quando ele era muito novo, a sua família mudou-se para cidade de Yellow Springs, localizada em Ohio, onde ele cresceu. Com 22 anos, decidiu se mudar para a famosa cidade deLondres. Estudou na "London Academy of Music and Dramatic Art".
Michael desenvolveu sua carreira no teatro, onde já participou de várias peças, tais como: Spring Storm e Beyond the Horizon, além das adaptações, The Great Gatsby como Jay Gatsby, e o musical Million Dollar Quartet no papel do cantor Elvis Presley.
Em fevereiro de 2013, ele foi escolhido para interpretar o príncipe Maxon Schreave de Illéa, protagonista masculino no telefilme da CW, que seria uma série e adaptação do romance The Selection, da escritora Kiera Cass. Mas infelizmente o piloto foi descartado.
Em outubro de 2013, foi contratado pela The CW para interpretar o vampiro Enzo St. John, um personagem recorrente na quinta temporada de The Vampire Diaries, que tem uma história pessoal com o personagem Damon Salvatore, um dos personagens protagonistas principais, que é interpretado pelo ator Ian Somerhalder. Malarkey foi promovido ao elenco principal na sexta temporada, aparecendo também no elenco na sétima temporada e oitava temporada. Onde acabou fazendo par romântico com a personagem da atriz Kat Graham.

## Filmografia

### Televisão
| Papel                   | Título                         | Ano       | Notas                                                                           |
| ----------------------- | ------------------------------ | --------- | ------------------------------------------------------------------------------- |
| Markus                  | The Night Agent                | 2025      | 2ª Temporada                                                                    |
| Seamus O'Meara          | Law & Order: Organized Crime   | 2023      | 3ª Temporada                                                                    |
| Emmett                  | Westworld                      | 2022      | 4ª Temporada                                                                    |
| Michael Quinn           | Project Blue Book              | 2019-2020 | 1ª e 2ª temporada                                                               |
| Foster                  | The Oath - Temporada 1         | 2018      | 1ª Temporada                                                                    |
| Lorenzo "Enzo" St. John | The Vampire Diaries            | 2013-2017 | Elenco principal                                                                |
| Craig                   | Mr. Sloane                     | 2014      | Episódios: "Happy New Year, Mr. Sloane: Part 2" e "Merry Christmas, Mr. Sloane" |
| Anthony                 | Raw                            | 2013      | 4 episódios                                                                     |
| Alter / Frank Geyser    | Dark Matters: Twisted But True | 2012      | 3 episódios                                                                     |
| Milton Long             | Curiosity                      | 2011      | Episódio: "What Sank Titanic?"                                                  |
| Ele mesmo               | Breakfast                      | 2011      | Episódio: 02/03/11                                                              |

### Cinema
| Ano  | Título               | Papel                   | Notas     |
| ---- | -------------------- | ----------------------- | --------- |
| 2013 | Impirioso            | Bruno                   |           |
| 2014 | The Selection        | Príncipe Maxon Schreave | Telefilme |
| 2012 | Ghost in the Machine | Cowboy                  | Curta     |
| 2009 | Good Morning Rachel  | Peter                   | Curta     |

### Teatro
| Ano  | Título                 | Papel         | Notas   |
| ---- | ---------------------- | ------------- | ------- |
| 2013 | The Great Gatsby       | Jay Gatsby    |         |
| 2012 | The Intervention       | Jed           |         |
| 2011 | Million Dollar Quartet | Elvis Presley | Musical |
| 2010 | Beyond the Horizon     | Robert        |         |
| 2010 | Spring Storm           | Arthur        |         |
| 2009 | Inches Apart as Lee    | ...           |         |